# Roman Ritter
Roman Ritter (* 2. April 1943 in Stuttgart) ist ein deutscher Schriftsteller.
(gest.13.01.2025 in München)

## Leben
Roman Ritter – Sohn eines Kriminalbeamten – studierte Rechtswissenschaft, Geschichte und Germanistik an den Universitäten in Tübingen, Hamburg und
München. Von 1971 bis 1976 gehörte Ritter – gemeinsam mit Jürgen-Peter Stössel, Klaus Konjetzky, Dagmar Ploetz und Uwe Timm – zu den Herausgebern der Literarischen Hefte. Von 1975 bis 1978 arbeitete er als Redaktionsmitglied für die Literaturzeitschrift Kürbiskern und von 1977 bis 1982 als Lektor in dem Münchner Verlag AutorenEdition. Danach wirkte er als freier Lektor und Schriftsteller. Ritter lebt heute in München.
Roman Ritter ist Verfasser von Erzählungen, Essays und Gedichten. Seine Texte sind geprägt von der dezidiert linken Einstellung des Autors.
Roman Ritter ist Mitglied des Verbandes Deutscher Schriftsteller. 1987 erhielt er ein Stipendium des Stuttgarter Schriftstellerhauses.

## Werke

### Als Autor
- Roman Ritter, München : Takete-Verlag, 1968
- Vorlesungen, München : Takete-Verlag, 1968
- Einen Fremden im Postamt umarmen, München : Raith Verlag, 1975, ISBN 978-3-921121-89-4
- Poesiealbum 226, Verlag Neues Leben, Berlin 1986, ISBN 978-3-355-00061-1
- Lyrisches Tagebuch, München : Damnitz Verlag, 1975

### Als Herausgeber
- Poem vom Grünen Eck, Berlin/Weimar : Aufbau-Verlag, 1977
- Die siebente Reise : 14 utopische Erzählungen, München : Bertelsmann - München : Verlag Autoren-Edition, 1978, ISBN 978-3-570-05824-4